# 涂序彦
涂序彦（1935年—2023年1月1日），男，江西南昌人，中国自动控制和人工智能专家，中国人工智能学会会士，曾任中国人工智能学会理事长，中国自动化学会常务理事。